# Friedrich August Eschen
Friedrich August Eschen (* 7. Februar 1776 in Eutin/Ostholstein; † 7. August 1800 bei Servoz, Frankreich) war ein deutscher Erzieher, Philologe, Schriftsteller und Übersetzer.

## Leben
Friedrich August Eschen war der älteste Sohn des Eutiner Freimaurers und Amtsjuristen am dortigen Regierungssitz des Fürstbistums Lübeck, Jacob Hugo Eschen (1745–1814). Er besuchte die Eutiner Lateinschule unter dem neuhumanistischen Rektor Johann Heinrich Voß (1751–1826), von dessen Wirken als Dichter und (u. a.) Homer-, Vergil-, Ovid-, Horaz-Übersetzer er stark beeinflusst wurde.
Ab Sommersemester 1796 studierte Eschen in Jena, wo er auf Vermittlung seines oldenburgischen Landsmanns und gleichalterigen Freundes Johann Friedrich Herbart Mitglied in der von Johann Gottlieb Fichte geförderten literarisch-republikanischen Studentensozietät Gesellschaft der freien Männer wurde. Aus dieser Gesellschaft heraus ergaben sich weitere Freundschaften, etwa zu Johann Diederich Gries, Casimir Ulrich Boehlendorff, Johann Erich von Berger, August Ludwig Hülsen, Friedrich Philipp Albert Muhrbeck, Karl Schildener, Johann Erichson, Johann Rudolf Steck, Johann Rudolf Emanuel Fischer, Albrecht Friedrich May, Johann Georg Lange und Theodor Ziemssen. Bereits ab 1797 publizierte er erfolgreich Übersetzungen aus dem Griechischen und Lateinischen sowie eigene Dichtungen, darunter in so renommierten Organen wie Schillers Horen, dessen Musenalmanach, Wielands Merkur oder Johann Friedrich Reichardts Kulturzeitschriften Deutschland bzw. Lyceum der schönen Künste.
1798 ging er in die Helvetische Republik, wo er, wie auch Herbart, als Hauslehrer in Berner Familien tätig wurde. Hier kam es gemeinsam mit Herbart und Ziemssen zur Bekanntschaft mit Johann Heinrich Pestalozzi.

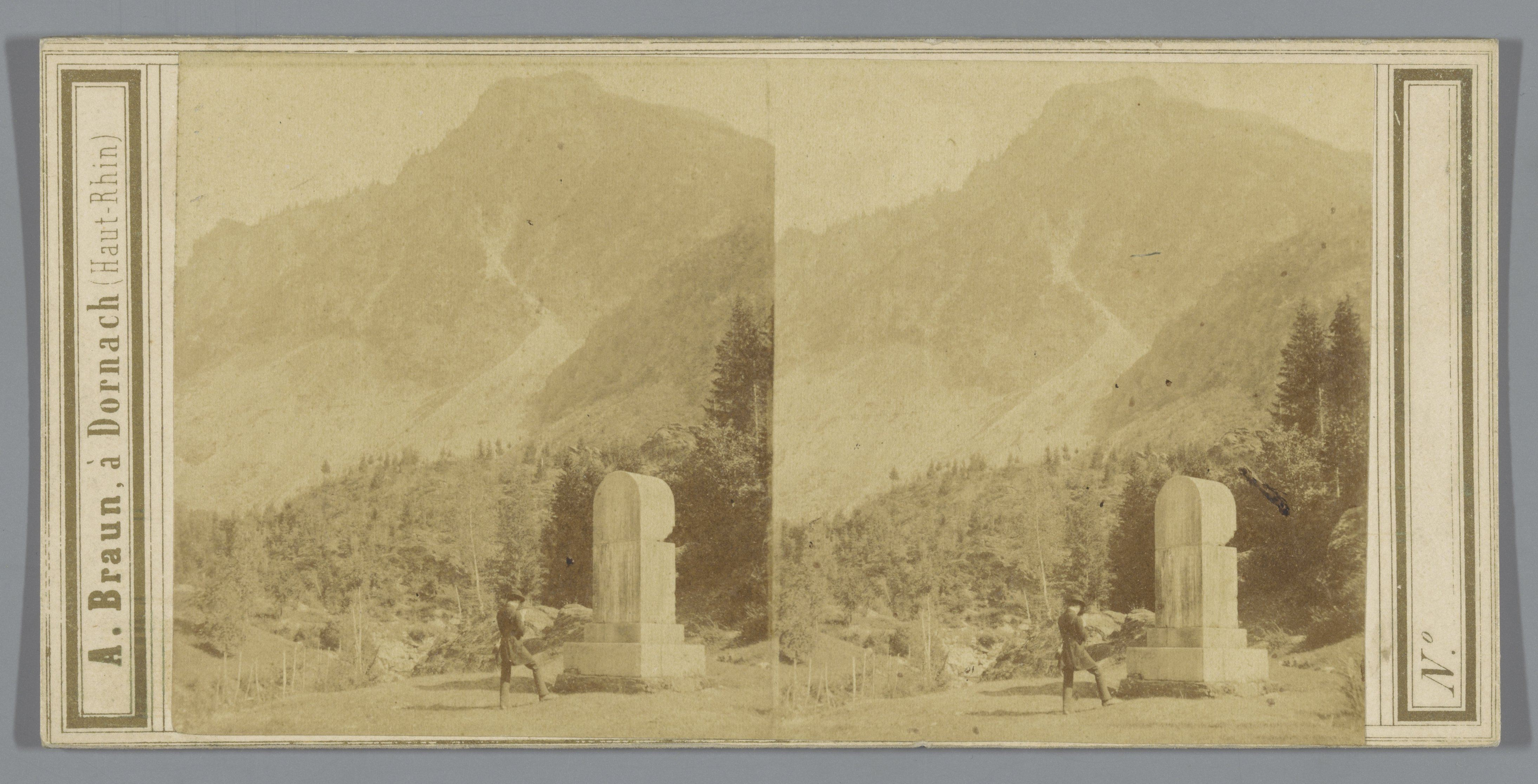
Denkmal bei Servoz

Eschen verunglückte im August 1800 bei einer Gletscherwanderung mit Theodor Ziemssen im Mont-Blanc-Gebiet, unweit Chamonix. Das 1801 auf Veranlassung der französischen Revolutionsregierung unter Innenminister Lucien Bonaparte bei dem Dorf Servoz am Grab aufgestellte Denkmal für den „naturaliste, littérateur, poète“ Eschen ist noch heute zu besichtigen.

## Werke (Auswahl)
- Hymnen aus dem Griechischen: An den Hermes, An Dionysos, An den Delischen Apollon, An die Musen und Apollon, An Aphrodite, An Artemis, An die Mutter Aller.
- Die Spindel. Theokrits achtundzwanzigste Idylle.
- Der Froschmäusekampf. Aus dem Griechischen
- Übersetzungsproben in: Friedrich Schlegel: Geschichte der Poesie der Griechen und Römer.
- Horazens Lyrische Gedichte übersetzt und erläutert.
- Die Lehre der Bescheidenheit.
- An Louise. Mit einem Gedichte von Ossian.
- Die Erscheinung.
- Der Morgen.
- Das Gewitter.
- Der Frieden.
- Der Auswandernde. Eine Idylle.

## Nachweise
1. ↑  https://dspace.unitus.it/bitstream/2067/1087/1/gpasqua_tesid.pdf
2. ↑  Ernst Zunker: Casimir Ulrich Boehlendorff und die pommerschen Freunde aus der Gesellschaft der freien Männer und im Einflußbereich Hölderlins. In: Gesellschaft für pommersche Geschichte und Altertumskunde (Hrsg): Baltische Studien. Neue Folge Bd. 60, N. G. Elwert, Marburg 1974, S. 118–121 (Digitalisat).

| Personendaten    | Personendaten                                                |
| ---------------- | ------------------------------------------------------------ |
| NAME             | Eschen, Friedrich August                                     |
| KURZBESCHREIBUNG | deutscher Erzieher, Philologe, Schriftsteller und Übersetzer |
| GEBURTSDATUM     | 7. Februar 1776                                              |
| GEBURTSORT       | Eutin                                                        |
| STERBEDATUM      | 7. August 1800                                               |
| STERBEORT        | Servoz, Chamonix                                             |